# Євтушенко Михайло Михайлович
Миха́йло Євтуше́нко (*23 травня 1893 — †17 серпня 1961, Мілвокі) — український військовий діяч, підполковник Армії УНР.
Був заступником командира, а згодом і командиром Запорізького імені гетьмана Мазепи пішого полку.
1920 року Євтушенка тяжко поранили під Ямполем.
Учасник Другого зимового походу.
В еміграції перебував у США.